# Up (album de R.E.M.)
Pour les articles homonymes, voir Up.
Albums de R.E.M.
New Adventures in Hi-Fi
(1996) Reveal
(2001)
Up est le onzième album du groupe de rock américain R.E.M.. C'est le premier sans leur batteur originel Bill Berry, qui quitta le groupe à l'amiable en octobre 1997 pour se consacrer à ses propres intérêts. À sa place, R.E.M. fera appel à des musiciens de studio ou à des boîtes à rythmes.

## Détails
S'avançant sur le terrain de la musique électronique après avoir délivré le puissant New Adventures in Hi-Fi en 1996, Up a, dans une certaine mesure, déconcerté tant les critiques que les fans de leurs albums des années 1980, mais aussi les auditeurs occasionnels plus habitués à leurs productions plus commerciales du début des années 1990. Cependant, certains y ont vu l'un de leurs plus courageux, et le plus audacieux sur le plan du son, de leurs disques. Il a même été cité par Radiohead, qui réalisera son propre album électronique, salué par la critique, Kid A en 2000.
Mettant fin à une relation de dix ans avec le coproducteur Scott Litt, R.E.M. engage le producteur Pat McCarthy, assisté sur de nombreux morceaux de l'ingénieur du son Nigel Godrich, le producteur de Radiohead.
Après le départ de Berry, les sessions de Up furent tendues, le groupe admit par la suite qu'ils étaient sur le point de se séparer durant l'enregistrement. Il n'est pas surprenant que cet album soit considéré comme dégageant une impression mélancolique et laborieuse. De nombreux albums de R.E.M. ont fait référence au sommeil et aux rêves, mais celui-ci est peut-être le plus léthargique.
Malgré la tension, Daysleeper, qui rappelle d'une certaine manière Try Not To Breathe sur Automatic for the People, devint un hit au Royaume-Uni, suivi par Lotus, At My Most Beautiful (très influencée par les Beach Boys) et Suspicion, assez proche de la chanson Tongue de l'album Monster.
Rompant avec la tradition qui remontait à leur premier album en 1983 Murmur, Michael Stipe choisit d'inclure la totalité de ses paroles dans le livret du CD, une pratique que Stipe a désormais maintenue sur tous les albums suivants Up.

## Succès critique et commercial
Up s'est classé n°3 aux États-Unis (présent 16 semaines dans le Billboard 200) et n°2 au Royaume-Uni, mais n'est pas resté classé aussi longtemps que leurs albums de la précédente décennie, et finalement leur donnant leurs plus faibles ventes depuis des années. 
Alors qu'initialement ils ne devaient pas tourner pour promouvoir l'album, en dehors de quelques concerts juste à la sortie de l'album, R.E.M. met rapidement sur pied une tournée de quatre mois en Europe et aux États-Unis pendant l'été 1999.
En mars 2007, Up totalise 664,000 exemplaires vendus aux États-Unis.
En 2006, le magazine Q exclut cet album de sa liste des « 50 pires albums jamais parus », affirmant qu'il est supérieur à Monster et qu'il marque « le début d'une renaissance ». Il obtient une note de 4/5.

## Réédition
En 2005, Warner Bros. Records sortit une version double disque de l'album, incluant un CD et un DVD audio contenant un remix de l'album en Dolby Surround 5.1, réalisé par Elliot Scheiner, et le livret original du CD agrémenté de nouvelles notes. Le CD n'est pas remasterisé, comme le reste de cette série chez Warner.

## Liste des titres
Toutes les chansons sont de Peter Buck, Mike Mills et Michael Stipe sauf là où c'est indiqué.
1. Airportman – 4:12
2. Lotus – 4:30
3. Suspicion – 5:36
4. Hope (Leonard Cohen, Buck, Mills, Stipe) 1 – 5:02
5. At My Most Beautiful – 3:35
6. The Apologist – 4:30
7. Sad Professor – 4:01
8. You're in the Air – 5:22
9. Walk Unafraid – 4:31
10. Why Not Smile – 4:03
11. Daysleeper – 3:40
12. Diminished 2 – 6:01
13. Parakeet – 4:09
14. Falls to Climb – 5:06